# Kathedrale basiliek Sint Bavo
De kathedrale basiliek Sint-Bavo is de rooms-katholieke kathedraal van het bisdom Haarlem-Amsterdam, gelegen in de wijk Houtvaartkwartier te Haarlem. Deze kerk is gesticht door bisschop Caspar Bottemanne en ontworpen in eclectische en neoromaanse stijl door architect Joseph Cuypers, zoon van Pierre Cuypers, in de late negentiende eeuw. De bouw begon in 1895 en de kerk kwam gereed in 1930.
De kerk is gewijd aan de Heilige Bavo, de patroonheilige van de stad, wiens verering afkomstig is uit Gent waarmee Haarlem een handelsrelatie had. Op 2 mei 1948 is de Sint Bavokerk door Paus Pius XII tot basiliek verheven. De kathedrale basiliek Sint Bavo is naar grootte de tweede rooms-katholieke kerk van Nederland, na de Sint-Janskathedraal in 's-Hertogenbosch.
In 2019 werd de kerk omgedoopt tot 'KoepelKathedraal Haarlem' om verwarring met de Grote of Sint-Bavokerk in het centrum van Haarlem zoveel mogelijk te voorkomen. Onder deze naam treedt de kerk naar buiten met een combinatie van kerkelijke functies en culturele activiteiten. De activiteiten worden georganiseerd door de Stichting Kathedrale Basiliek Sint Bavo, die in het leven werd geroepen voor behoud, instandhouding en het functioneren van het gebouw.

## Bouwgeschiedenis
De Sint-Bavokerk moest de Sint-Josephkerk aan het Begijnhof in de binnenstad als kathedraal vervangen. Deze moest tevens gaan dienen als parochiekerk voor een nog te realiseren stadsuitbreiding ten zuiden van het stadscentrum. De opdracht voor het ontwerp werd in 1893 aan Jos Cuypers gegeven, in de verwachting dat diens vader Pierre Cuypers mede zorg zou dragen voor het eindresultaat. De jonge Cuypers, die tot dan slechts enkele kerken had ontworpen, ontwierp een gebouw in neogotische stijl. Dit oorspronkelijke ontwerp zou echter vele wijzigingen ondergaan. Toen de bouw in 1895 aanving, werd allereerst begonnen aan een forse koorpartij in neoromaanse stijl. Dit priesterkoor, met halfronde apsis, een dwerggalerij en straalkapellen, werd voltooid in 1898.
Van 1902 tot 1906 werden het transept en het schip gebouwd. Daardoor werd het gebouw een kruiskoepelkerk waarbij het transept invloeden vertoonde van de islamitische architectuur in Spanje. In de vieringtoren met koepel, alsmede het noordportaal, kwam Cuypers’ belangstelling voor Indiase architectuur tot uiting. In 1898 had hij een kathedraal voor de Birmese hoofdstad Rangoon ontworpen waarbij deze belangstelling nog sterker tot uitdrukking kwam. De opdrachtgevers wezen het ontwerp af, waarna Cuypers een nieuw ontwerp maakte in neogotische stijl.
Het schip van de Sint Bavo is eveneens grotendeels neogotisch van stijl. Toch verschilt de Bavo sterk van de tot dan toe gebruikelijke Nederlandse neogotische kerken, onder meer door de gebruikte gele baksteen. Tijdens deze tweede bouwfase was Cuypers in een partnerschap verbonden met de architect Jan Stuyt die tijdens de eerste fase nog hoofdopzichter was en wiens invloed op het ontwerp onduidelijk is.
De derde fase, de bouw van de torens en het voorportaal, liet door geldgebrek tot 1927 op zich wachten. Cuypers was in 1920 geassocieerd met zijn zoon Pierre Cuypers jr., die eerder had samengewerkt met onder anderen Dom Bellot en een voorkeur had voor het expressionisme. Mogelijk heeft hij de torens ontworpen. Deze werden nooit geheel voltooid: de bekroningen ontbreken, hoewel er talloze ontwerpen waren gemaakt. Het portaal is uitgevoerd in een combinatie van neogotische en neoromaanse vormen en is waarschijnlijk ontworpen door Jos Cuypers zelf. Dit deel van de kerk werd in 1930 voltooid.
Op de daken, steunpilaren en torens van de kathedraal staan verschillende door Jos Cuypers ontworpen fabeldieren, die de strijd tussen licht en donker en goed en kwaad verbeelden. In de crypte zijn miniatuurkopieën van de beelden te zien.
In januari 2004 werd begonnen met omvangrijke restauratiewerkzaamheden, geleid door Van Hoogevest Architecten. In oktober 2019 is de European Heritage Award toegekend voor de succesvolle restauratie. Op 11 oktober 2019 werd een plaquette op de gevel van de kathedraal onthuld door minister van OCW Ingrid van Engelshoven en burgemeester Jos Wienen.

## Kerkschat
In de sacristie bevindt zich de kerkschat die bestaat uit een grote verzameling liturgisch vaatwerk, waaronder veel kerkzilver (15e–20e eeuw). Interessant zijn ook de kerkelijke gewaden (begin 16e eeuw), afkomstig uit een voormalig Haarlems begijnhof.
Op 12 juli 2013 kwam de kerk in het nieuws omdat er die voorgaande nacht zes antieke ornamenten uit de kerk waren gestolen. Hierbij werd het gebouw ernstig beschadigd.

## Galerij

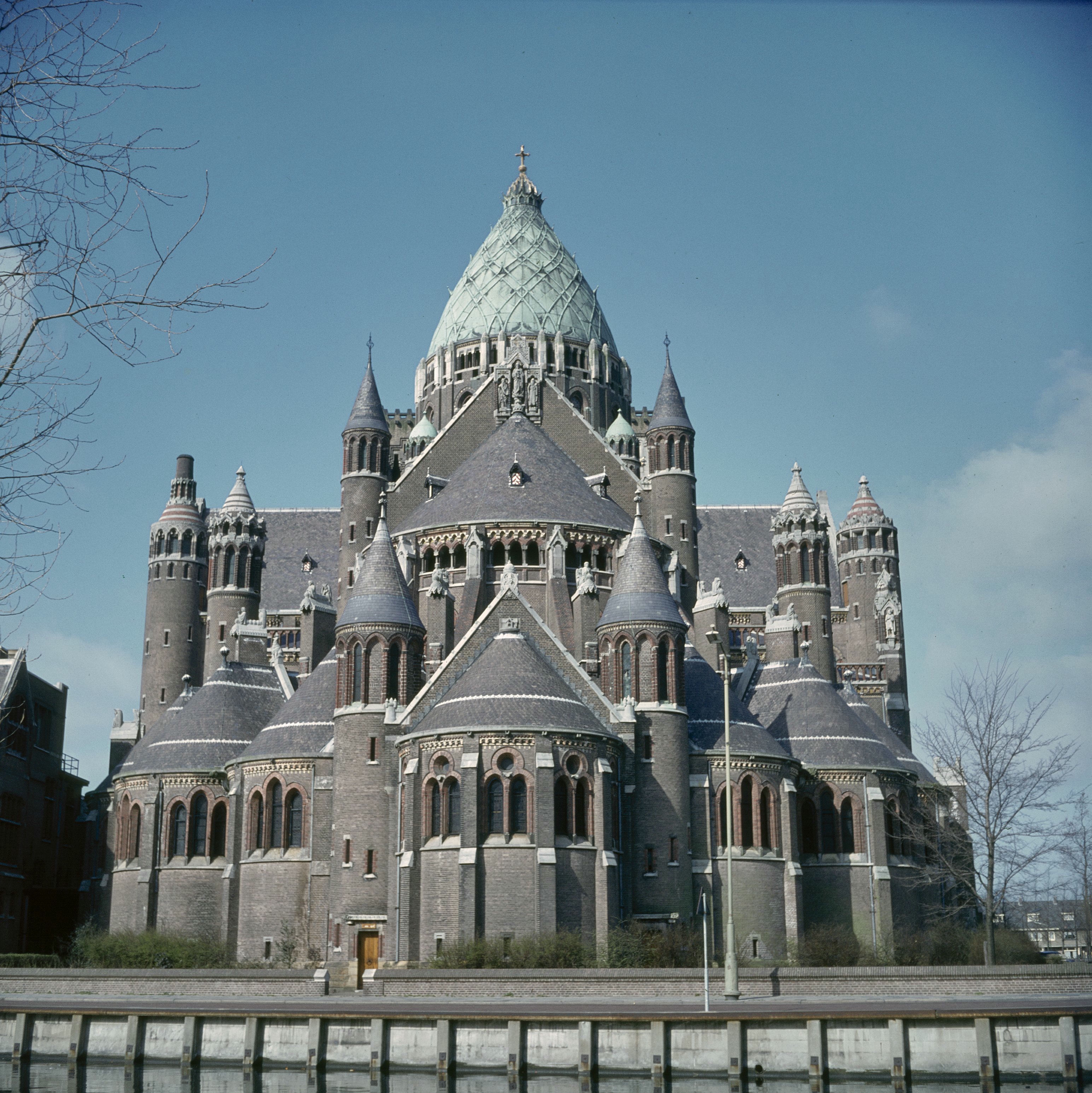
Trekvaart Haarlem-Leiden en de kathedraal
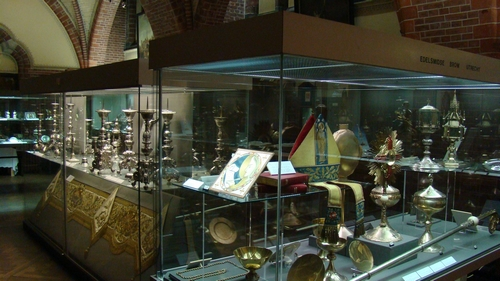
Schatkamer van de Sint Bavo
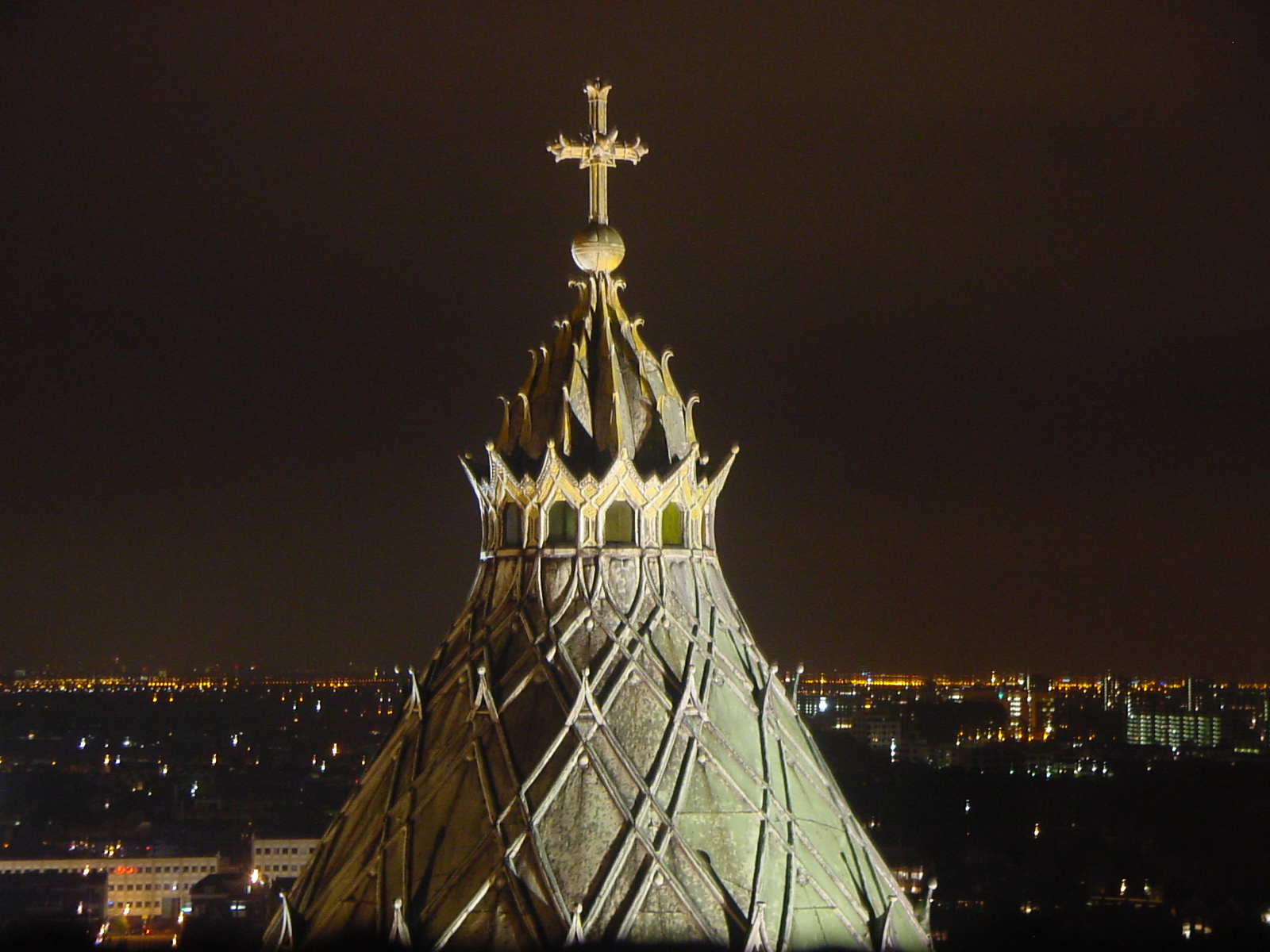
Koepel
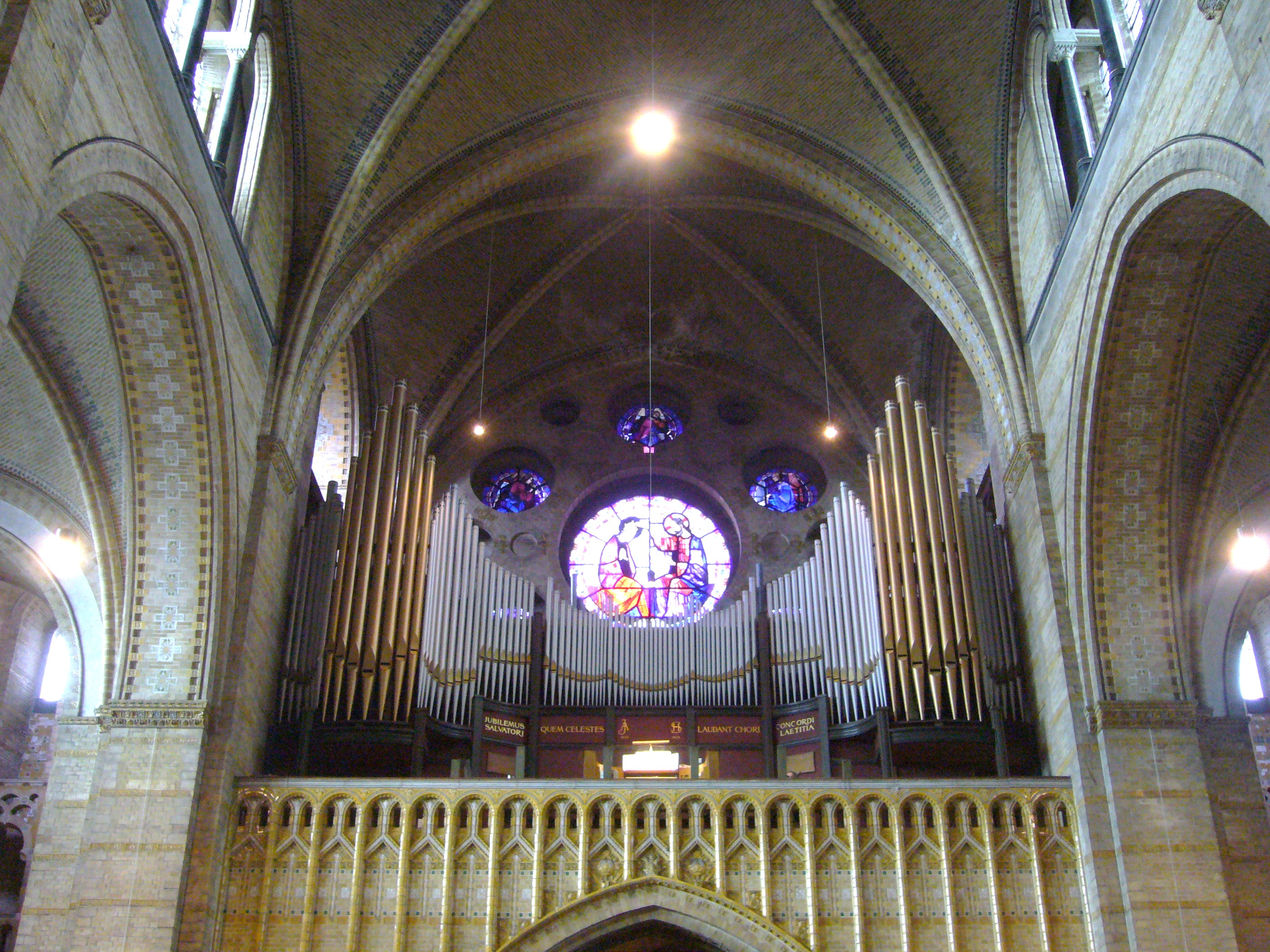
Willibrordorgel

## Orgels
De basiliek beschikt over drie pijporgels.

### Willibrordorgel
Het majestueuze hoofdorgel van de kathedraal, het Willibrordorgel, werd tussen 1921 en 1923 gebouwd door de firma Adema voor de Sint-Willibrorduskerk buiten de Veste te Amsterdam. Nadat deze kerk was afgebroken is het orgel in 1971 overgeplaatst naar Haarlem. Sinds de verhuizing heeft het orgel heeft ongeveer 80 registers, verdeeld over vier manualen en zelfstandig pedaal.
Hier volgt de dispositie:
| I Hoofdwerk C–g3 |              |       |
| 1.               | Violon       | 32'   |
| 2.               | Principal    | 16'   |
| 3.               | Bourdon      | 16'   |
| 4.               | Prestant     | 8'    |
| 5.               | Portunaal    | 8'    |
| 6.               | Fluit Harm.  | 8'    |
| 7.               | Holpijp      | 8'    |
| 8.               | Quint        | 51/3' |
| 9.               | Octaaf       | 4'    |
| 10.              | Gemshoorn    | 4'    |
| 11.              | Doublet      | 2'    |
| 12.              | Mixtuur IV-V |       |
| 13.              | Cymbale III  |       |
| 14.              | Cornet III-V |       |
| 15.              | Ripieno II   |       |
| 16.              | Fagot        | 16'   |
| 17.              | Trompet      | 8'    |
| 18.              | Klaroen      | 4'    |

| II Positief expressief C–g3 |                    |      |
| 19.                         | Viola Major        | 16'  |
| 20.                         | Principaal         | 8'   |
| 21.                         | Viola              | 8'   |
| 22.                         | Vox coelestis      | 8'   |
| 23.                         | Baerpijp           | 8'   |
| 24.                         | Roerfluit          | 8'   |
| 25.                         | Viola              | 4'   |
| 26.                         | Fluit douce        | 4'   |
| 27.                         | Quintviola         | 2/3' |
| 28.                         | Viola              | 2'   |
| 29.                         | Mixtuur III-IV     |      |
| 30.                         | Cymbale III        |      |
| 31.                         | Sesquialter II-III |      |
| 32.                         | Engelse Hoorn      | 16'  |
| 33.                         | Trompet            | 8'   |
| 34.                         | Kromhoorn          | 8'   |
| 35.                         | Schalmey           | 4'   |
|                             | Tremulant          |      |

| III Reciet expressief C–g3 |                |       |
| 36.                        | Quintadeen     | 16'   |
| 37.                        | Viola di Gamba | 8'    |
| 38.                        | Quintadeen     | 8'    |
| 39.                        | Fluit Harm.    | 8'    |
| 40.                        | Nachthoorn     | 8'    |
| 41.                        | Unda Maris     | 8'    |
| 42.                        | Salicet        | 4'    |
| 43.                        | Fluit Harm.    | 4'    |
| 44.                        | Nasard         | 2/3'  |
| 45.                        | Octavin        | 2'    |
| 46.                        | Terts          | 13/5' |
| 47.                        | Larigot        | 1/3'  |
| 48.                        | Flageolet      | 1'    |
| 49.                        | Trompet Harm.  | 8'    |
| 50.                        | Clarinet       | 8'    |
| 51.                        | Fagot-Hobo     | 8'    |
| 52.                        | Vox Humana     | 8'    |
|                            | Tremulant      |       |

| IV Kroonpositief C–g3 |             |      |
| 53.                   | Prestant    | 8'   |
| 54.                   | Holpijp     | 8'   |
| 55.                   | Salicional  | 8'   |
| 56.                   | Fluit Harm. | 8'   |
| 57.                   | Octaaf      | 4'   |
| 58.                   | Roerfluit   | 4'   |
| 59.                   | Quint       | 2/3' |
| 60.                   | Octaaf      | 2'   |
| 61.                   | Mixtuur IV  |      |
| 62.                   | Cornet III  |      |
| 63.                   | Baryton     | 16'  |
| 64.                   | Trompet     | 8'   |

| Pedaal C–f1 |                 |        |
| 65.         | Majorbas        | 32'    |
| 66.         | Openbas         | 16'    |
| 67.         | Contrabas       | 16'    |
| 68.         | Subbas          | 16'    |
| 69.         | Quint           | 102/3' |
| 70.         | Openbas         | 8'     |
| 71.         | Cello           | 8'     |
| 72.         | Gedekt          | 8'     |
| 73.         | Openfluit       | 4'     |
| 74.         | Octaaf          | 2'     |
| 75.         | Ruispijp II-III |        |
| 76.         | Contrafagot     | 32'    |
| 77.         | Bazuin          | 16'    |
| 78.         | Trombone        | 8'     |
| 79.         | Klaroen         | 4'     |

### Transeptorgel
Naast het Willibordorgel heeft de kathedraal een drieklaviers orgel uit 1907, ook van de orgelbouwer Adema: het transeptorgel.
| Hoofdwerk C–g3 |        |
| Bourdon        | 16'    |
| Prestant       | 8'     |
| Roerfluit      | 8'     |
| Octaaf         | 4'     |
| Kwint          | 2 2/3' |
| Superoctaaf    | 2'     |
| Mixtuur IV-V   | 1 1/3' |
| Trompet        | 8'     |
| Klaroen        | 4'     |

| Zwelwerk C–g3 |        |
| Prestant      | 8'     |
| Bourdon       | 8'     |
| Gamba         | 8'     |
| Zweving       | 8'     |
| Prestant      | 4'     |
| Gemshoorn     | 4'     |
| Piccolo       | 2'     |
| Kwint         | 1 1/3' |
| Cymbel III    | 1/2'   |
| Hobo          | 8'     |
| Tremulant     |        |

| Positief C–g3 |    |
| Holpijp       | 8' |
| Quintadeen    | 8' |
| Prestant      | 4' |
| Roerfluit     | 4' |
| Octaaf        | 2' |
| SesquialterII |    |
| Scherp IV,    | 1' |
| Kromhoorn     | 8' |

| Pedaal C–f1 |     |
| Prestant    | 16' |
| Subbas      | 16' |
| Octaaf      | 8'  |
| Gedekt      | 8'  |
| Superoctaaf | 4'  |
| Bazuin      | 16' |
| Trombone    | 8'  |

### Koororgel
Als koororgel is een kabinetorgel uit ongeveer 1800 in gebruik.
| Manuaal  |          |
| Prestant | 8' D     |
| Holpijp  | 8' B/D   |
| Prestant | 4' B/D   |
| Fluit    | 4' B/D   |
| Octaaf   | 2' B/D   |
| Quint    | 1 1/3' D |
| Octaaf   | 1' B     |